# Hans Friedrich Gadow
Hans Friedrich Gadow (ur. 8 marca 1855 w Starym Krakowie, zm. 16 maja 1928 w Cambridge) – niemiecki i brytyjski zoolog i ornitolog.
Po studiach w Berlinie, Jenie i Heidelbergu, gdzie obronił pracę doktorską, Gadow udał się do Londynu. Tam współpracował przy preparacji ptaków w British Museum, z którego później wyodrębniono Muzeum Historii Naturalnej w Londynie. W 1884 przejął stanowisko kuratora zbioru ptaków Hugh Edwina Stricklanda (6000 okazów) znajdującego się w uniwersytecie w Cambridge i jednocześnie wykładał morfologię kręgowców.
Przyjął obywatelstwo brytyjskie i stał się członkiem Brytyjskiej Unii Ornitologów (British Ornithologists’ Union) jak i Royal Society.
Praca Gadowa była związana z anatomią, morfologią jak i klasyfikacją kręgowców. Jego klasyfikacja ptaków, która powstała przy współpracy z Maxem Fürbringerem, przyczyniła się do rozwoju nowoczesnej klasyfikacji ptaków.
Najważniejsze dzieła:
- On the classification of birds (1892)
- razem z Ernstem Haeckelem: The Lost Link (1898)
- razem z Heinrichem Georgiem Bronnem: Die Klassen und Ordnungen des Thier-Reich (1884–1893)
- razem z Alfredem Newtonem (1829–1907): A Dictionary of Birds (1893–1896)
- In Northern Spain (1897)
- A Classification of Vertebrata, Recent and Extinct (1898)
- razem z Richardem Sharpem: Catalogue of Birds in the British Museum
- Passeriformes (2 tomy)
- Through Southern Mexico (1908)
- The Wanderings of Animals (1913)
- postum (1933), razem z J. F. Gaskellem i H. L. Greenem: The Evolution of the Vertebral Column: a Contribution to the Study of Vertebrate Phylogeny